# Чамба (округ)
Чамба (англ. Chamba) — округ в индийском штате Химачал-Прадеш. Возник на месте княжества Чамба, которое появилось ещё в VI веке и было одним из древнейших княжеств в Индии. Пересечённая местность сохранила этот регион от армий завоевателей, поэтому здесь достаточно много древних реликвий и памятников. Сохранились храмы, выстроенные раджей Чамбы 1000 лет назад, что становится известным из медных пластин в храмах, где указывается, что раджа дарит храму земли на вечные времена. Храмы до сих пор работают и правительство чтит их право собственности.

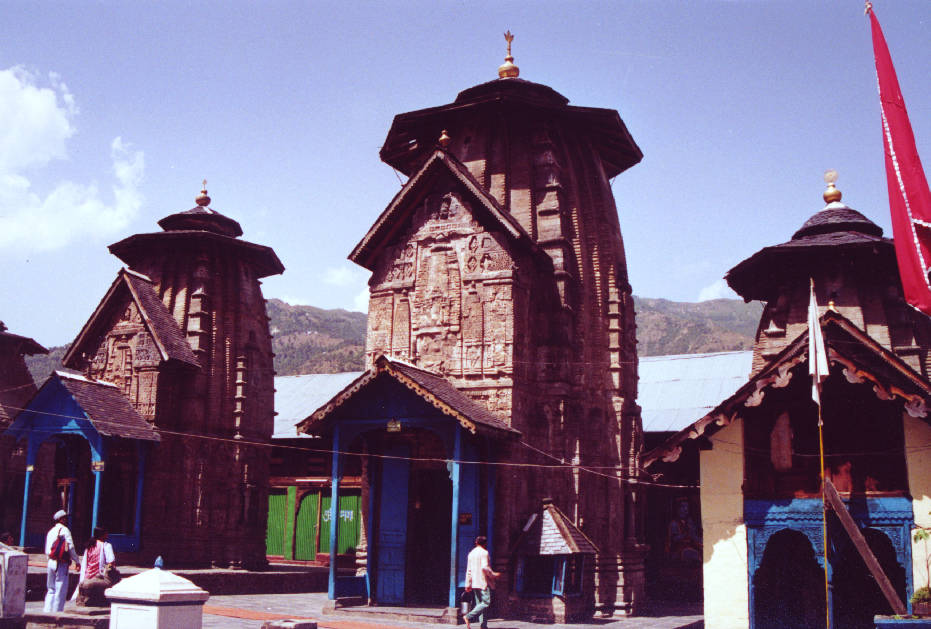
Храм Лакшми Нараяна

Административным центром округа является город Чамба. В округе расположена популярная горная станция Далхоузи и Кхаджджхиар. На северо-западе, западе и северо-востоке, округ граничит с Кашмиром; на востоке — с округом Лахул и Спити; на юго-востоке и юге — с округами Кангра и Гурдаспур. По территории округа Чамба протекает река Рави.

## История
Считается, что в древности здесь жило племя «коли», которые затем были порабощены "кхасас"ами. Во II веке до н. э. кхасасы были завоёваны Аудумбарасами, известно, что они были республикой (гана-раджья) и поклонялись Шиве. К 4веку н. э., при Гупта Чамбой правили тхакуры и раны, которые считали себя выше «коли» и «кхасосов». В 7 веке н. э. раджпуты из Гурджара-Пратихара стали править Чамбой.
Информация о древней истории Химачала берётся не из хроник и исторических книг, а вед, махабхараты, рамаяны, пуран и т. д.
Махабхарата упоминает джанапады (племенные царства) Кулута (Куллу), Тригарта (Кангра), Кулинд (Шимла и Сирмаур), Югандхар (Биласпур и Налагарх), Гобдика (Чамба) и Аудубар (Патханкот).
Ригведа упоминает о реках текущих здесь. Также упоминается о Шамбаре (Или Шамбару), могучем, видимо до-арийском царе народов холмов, и его 99 фортах между Биасом и Ямуной. Его войны с арийским вождём, Диводасом, продлились 12 лет, пока арии не победили. В Пуранах Химачал также упомянут под многими славными именами.
Одно важное событие происходит здесь во время войн Махабхараты (3102 год до н. э. по ведийскому летоисчислению, около 1400 до н. э. по современным оценкам), была основана Каточская династия Кангры царём Сушармой Чандрой. Этот Сушарма воевал на стороне Кауравов против Пандавов. Кангара, возможно упоминалась, как Бхим Кот (форт Бхима) в честь Бхимы, одного из Пандавов.

## Достопримечательности
- Баникхет

Храм Лакшми Нараян:
Самое посещаемое туристами место в Чамбе. Там шесть храмов, посвящённых Шиве и Вишну. Три храма посвящены Вишну, и другие три Шиве.
Храм Браджешвари Дэви:
Храм Дурги, славящийся резными скульптурами, очень тонкой работы. Архитектурный стиль храма называется «шикара», на верху находится деревянная «амалака».
Храм Чамунда Дэви:
Прекрасный храм богини Чамунды, гневной формы Дурги. Деревянные балки храма покрыты изображениями животных и растений. Храм расположен на холме и с него открывается отличный вид на долину. Прихожане приносят латунные колокольчики, чтобы богиня исполнила их желания. Также можно увидеть «отпечаток ноги» богини.
Храм Суй Мата:
Находится между Чамунда Дэви и Браджесвари. Храм посвящён Суй Мата, принцессе Чамбы, которая отдала свою жизнь за царство. Красочные картины в храме рассказывают о жизни Суй Мата.
Ворота Ганди:
Главные ворота Чамбы, где в 1900 встречали вице-короля ларда Керзона.
Музей бхури Сингх:
В музее храниться много картин и скульптур народа Пахари. Некоторые знаменитые коллекции включают басольские и кангрийские рисунки 18-19 веков, а также коллекции платков «Румал» начиная с 7 века.

## Ярмарки и фестивали
Фестиваль Суймата, 4 дня в марте-апреле, в память о принцессе Суймата, которая отдала свою жизнь за народ Чамба.
Минждар — фестиваль, который позволяет местным жителям отдохнуть после сбора урожая кукурузы.